# Jan Baptista z Colloreda
Jan Baptista (Křtitel) hrabě z Colloredo-Walsee (německy Johann Baptist / Giovanni Battista Graf von Colloredo-Walsee, 4. prosince 1654 – 12. dubna 1729, Vídeň) byl rakouský, později též český šlechtic, diplomat a dvořan. Byl dlouholetým císařským vyslancem v Benátkách a nakonec zastával funkci nejvyššího maršálka císařského dvora (1726–1729). Byl rytířem Řádu zlatého rouna. Jeho potomstvo v další generaci převzalo dědictví jiné rodové linie v Čechách (Opočno).

## Životopis

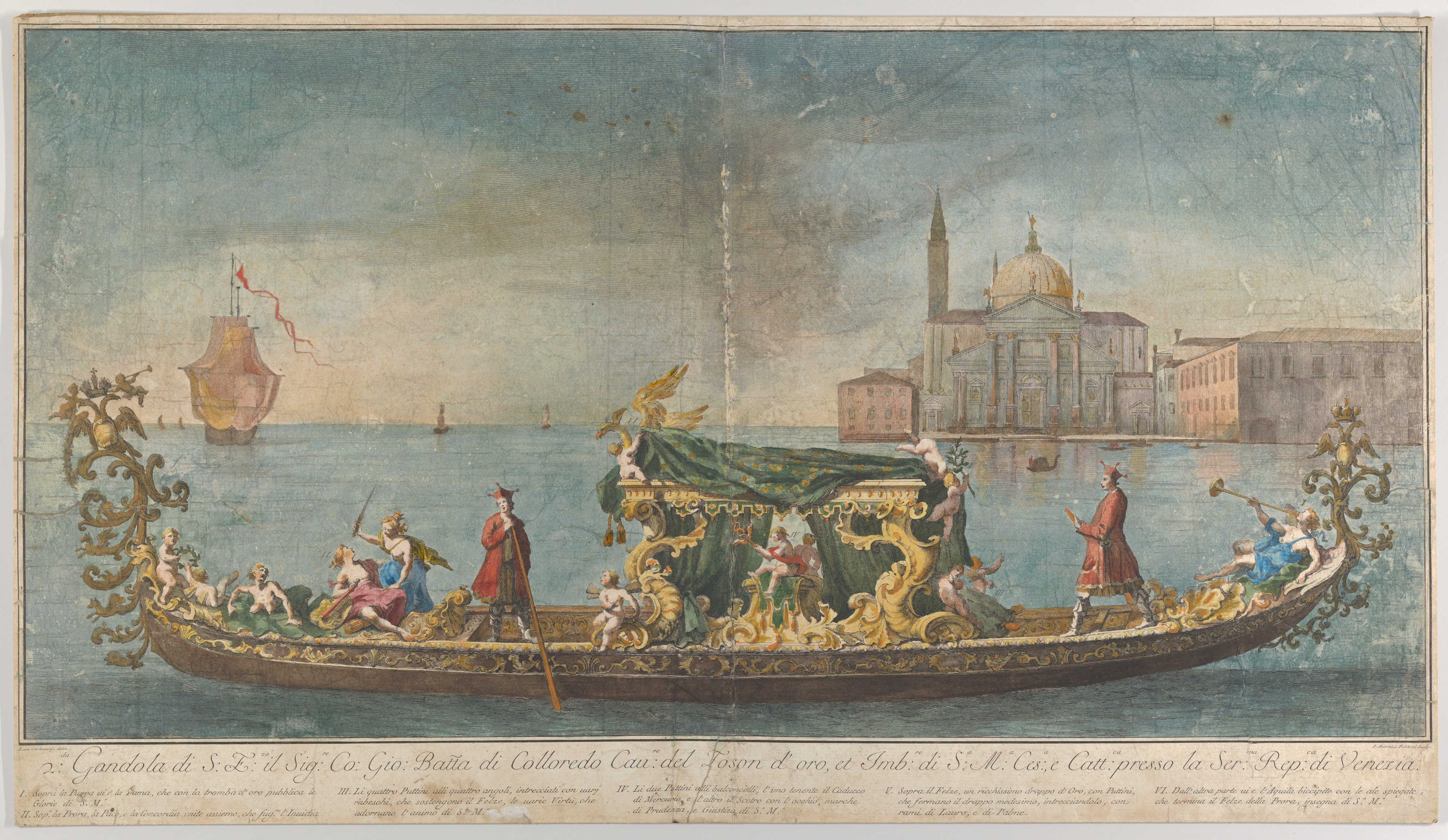
Gondola z flotily J. B. Colloreda při jeho slavnostním vjezdu do Benátek (1726, Antonio Faldoni)

Pocházel ze starého šlechtického rodu Colloredů italského původu, byl synem hraběte Kamila Colloreda z Walsee (1612–1654). 
Od mládí působil v diplomatických službách habsburské monarchie, za války o španělské dědictví podporoval arcivévodu Karla v Barceloně a v roce 1712 obdržel Řád zlatého rouna. Po skončení války o španělské dědictví byl dlouholetým císařským vyslancem v Benátkách (1715–1726), kde proslul mimo jiné jako sběratel umění a mecenáš slavného malíře Canaletta. Závěr své kariéry strávil ve funkci nejvyššího maršálka u císařského dvora ve Vídni (1726–1729).
Byl dvakrát ženatý a měl celkem osm dětí. Z dcer se Marie Terezie (1714–1791) provdala za polního maršála Jindřicha Dauna (1678–1761). Syn Kamil (Camillo) (1712-1797) se stal dědicem vzdáleného příbuzného Jeronýma z Colloreda a byl majitelem panství Opočno v Čechách.